# Die Dämonen (Dostojewski)

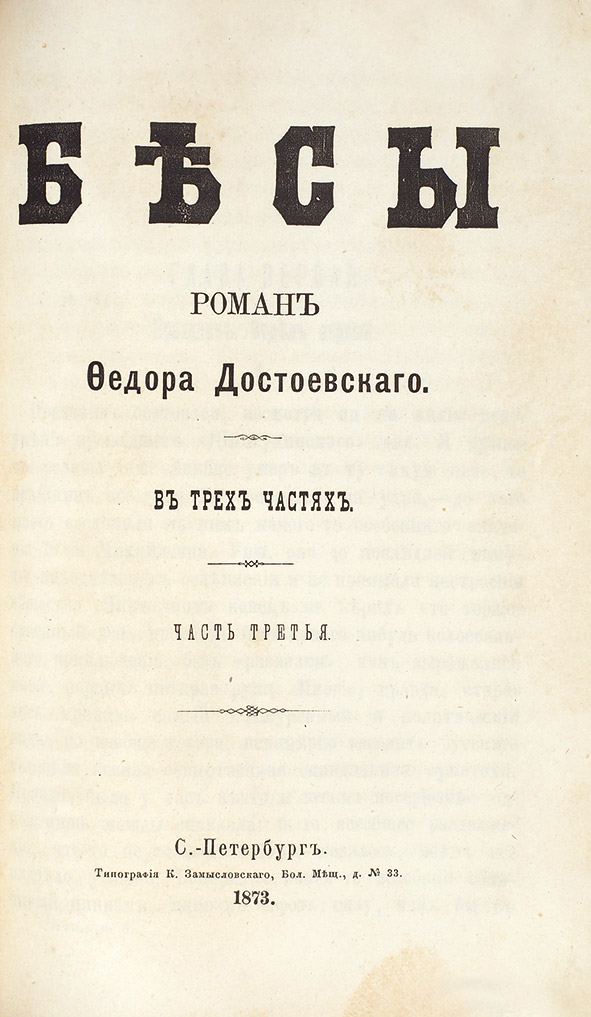
Titelseite der Erstausgabe

Die Dämonen (Originalschreibweise Бѣсы, modern russisch Бесы Bessy; alternativ genutzte Transkription Besy) ist ein 1873 veröffentlichter Roman von Fjodor Dostojewski. Der Titel wird oft auch als Böse Geister, Die Teufel oder Die Besessenen übersetzt (siehe Abschnitt „Titel“).
Das Buch beschreibt das politische und soziale Leben im vorrevolutionären Russland des späten 19. Jahrhunderts, als unter zunehmender Labilität der zaristischen Herrschaft und traditionellen Wertesysteme verschiedene Ideologien (Nihilismus, Sozialismus, Liberalismus, Konservatismus) aufeinanderprallten, die von Dostojewski jeweils in einem Protagonisten dargestellt werden.

## Titel
Das Buch wurde mehrfach ins Deutsche übertragen. Eine frühe Übersetzung vom Beginn des 20. Jahrhunderts stammt von Elisabeth Kaerrick unter dem Pseudonym E. K. Rahsin, die den Titel Die Dämonen wählte. Spätere Übersetzungen von Hermann Röhl bzw. Marianne Kegel behielten diesen Titel bei. Von Hermann Röhl gibt es allerdings auch eine Übertragung unter dem Titel Die Teufel. Teilweise wurde der Titel auch mit Die Besessenen übersetzt. Swetlana Geier übersetzte das Buch 1998 unter dem Titel Böse Geister.
Der Originaltitel Бѣсы Bessy – in der Schreibung seit 1918 Бесы – bezieht sich auf böse Geister der russischen Volksmythologie, die von Lebenden Besitz ergreifen können. Dem Buch ist die Stelle aus dem Neuen Testament (Lk 8,32–36 ) vorangestellt, in der die Teufel aus einem Menschen aus- und in eine Herde von Säuen hineinfahren, die sich daraufhin in einen See stürzen und ertrinken. Die Übersetzung Die Besessenen ist somit ähnlich ungenau wie Die Dämonen, da Dämonen in der westeuropäischen Tradition eine andere Bedeutung haben als die bösen Geister der russischen Sagen. Dostojewski trifft diese Unterscheidung im Roman auch selbst.

## Entstehung
Dostojewski vereinigte in Die Dämonen zwei verschiedene Romane, an denen er gearbeitet hatte. Im ersten geht es um seine literarische Bearbeitung des Mordes innerhalb einer revolutionären Gruppe. Bei dieser wahren Begebenheit wurde auf Veranlassung des Nihilisten Sergei Netschajew ein junges Mitglied seiner Gruppe, der Student Iwan Iwanowitsch Iwanow, von seinen Kameraden ermordet. Netschajews Absicht war, damit gleichzeitig einen Kritiker auszuschalten und die Gruppe durch den gemeinschaftlichen Mord zusammenzuschweißen. Die Figur Pjotr Werchowenskij und die Ereignisse um seine revolutionäre Gruppe in Die Dämonen basieren auf Netschajew und dem Mordfall. Bei dem zweiten Text, der als Stawrogins Beichte in Die Dämonen einfloss, handelte es sich ursprünglich um einen religiösen Roman. Der von inneren Widersprüchen zerrissene Stawrogin offenbart darin seine Zweifel an Gott und jeder Moral einem Geistlichen.

## Inhaltsangabe
Der Roman ist in drei Teile untergliedert. Der erste stellt die Charaktere vor, vor allem den gebildeten, an klassischen Idealen orientierten Schöngeist Stepan Trofimowitsch Werchowenskij, der als ehemaliger Hauslehrer ihres Sohnes und Freund bei der vermögenden Witwe Warwara Petrowna Stawrogina lebt. Im zweiten Teil werden die Konflikte zwischen den Protagonisten entwickelt, die im dritten schließlich zum Ausbruch kommen.
Die Handlung spielt in einer namentlich nicht genannten Provinz nahe Sankt Petersburg und wird von dem Beamten Anton Lawrentjewitsch erzählt, einem Freund Stepans, der einige Ereignisse und Gespräche selbst mitverfolgt hat, meist aber über die Vorgänge indirekt, durch Augenzeugenberichte, informiert wurde. In vielen Kapiteln tritt diese formale Konstruktion hinter einer polyperspektivischen Darstellung zurück.
Erster Teil
Warwaras Sohn Nikolai Stawrogin kehrt – damit beginnt die Haupthandlung – nach einem ausschweifenden Leben, zuerst in St. Petersburg, später im Ausland, moralisch sensibilisiert in die Heimat zurück. Die Anzeichen seiner ambivalenten Persönlichkeitsstruktur und der daraus resultierenden Beziehungsprobleme verdichten sich, nachdem bekannt wird, dass er heimlich ehelich gebunden ist. Angeblich aus einer Laune heraus hat er in seiner St. Petersburger Zeit Marija Timofejewna, die verkrüppelte und geisteskranke Schwester des Trunkenbolds Lebjadkin, geheiratet und unterstützt sie finanziell, ohne sie zu lieben und mit ihr zusammenzuleben. Lebjadkin ist nun mit seiner Schwester in die Stadt gezogen, und Marija erwartet von Nikolai, dass er, ihr idealisierter edler Fürst, sie als seine Frau anerkennt (2. Teil, 2. Kapitel „DIE NACHT“, Fortsetzung 3. Abschnitt). Dadurch scheitern die Pläne Warwaras, seine Heirat mit der vermögenden und in ihn verliebten Lisaweta Tuschina zu arrangieren. Um ein Hindernis einer solchen Verbindung, ein von ihr vermutetes Verhältnis Nikolais mit ihrem Mündel Darja Schatowa, wegzuräumen, ermuntert sie durch finanzielle Versprechungen ihren Hausfreund Stepan, um die junge Frau zu werben (1. Teil, 2. Kapitel „PRINZ HARRY DIE BRAUTWERBUNG“), was dieser jedoch durchschaut und schließlich ablehnt, nachdem durch eine gezielte, gegen den Vater gerichtete Indiskretion seines Sohnes die Angelegenheit öffentlich geworden ist.
Dieser Sohn Stepan Trofimowitschs, Pjotr Stepanowitsch Werchowenskij, taucht zugleich mit Nikolai am Handlungsort auf. Unter der Maske des Freundes und Bewunderers des Protagonisten intrigiert er nach den verschiedenen Seiten. Er wird fanatisch von der Idee geleitet, alle weltlichen und religiösen Autoritäten zu stürzen. Dazu bedient er sich skrupellos einer konspirativen Fünfergruppe (die Beamten Liputin, Lämschin, Wirginskij, dessen Schwager Schigaljow sowie Tolkatschenko, ein Eisenbahnangestellter), zu deren Umfeld auch der Student Schatow, der Ingenieur Kirillow sowie der Intellektuelle Schigalew gehören. Pjotr lügt ihnen vor, eine von Tausenden über das ganze Land verteilten revolutionären Zellen zu sein, die von einer geheimen Zentrale gesteuert würden, die wiederum mit der in Europa vorbereiteten Weltrevolution verbunden sei. Er stellt sich vor, er könne durch Unruhen im ganzen Land und mit Hilfe Stawrogins, der für das Volk die Rolle des Zarewitsch als Heilsbringer spielen soll (2. Teil, 8. Kapitel „ZAREWITSCH IWAN“), ein von Schigalew entworfenes politisches System errichten, in dem 90 Prozent aller Menschen auf der primitivsten Daseinsstufe arbeiten müssen und von den restlichen 10 Prozent uneingeschränkt beherrscht werden. Denn ohne Disziplin sei in Russland kein Fortschritt möglich. Der Schigalewismus sollte die allgemeine Gleichheit durch Diktatur und Entmenschlichung erschaffen.
Zweiter Teil
Im zweiten Teil werden die von Stawrogin ausgelösten Konflikte durch eine Zusammenführung der Personen offengelegt, deren Hoffnungen bzw. enttäuschte Erwartungen sich auf ihn, als die Mittelpunktsfigur des Romans, konzentrieren. Zum einen sind es die ideologischen Kontroversen zwischen atheistischer Anarchie und orthodoxem Glauben, zum anderen persönliche Beziehungsaspekte: Iwan Pawlowitsch Schatow ist hin- und hergerissen zwischen Verachtung und Verehrung gegenüber Stawrogin, durch den er seinen Glauben an Gott wiedergefunden haben will (2. Teil, 1. Kapitel „DIE NACHT“, 6. und 7. Abschnitt). Er findet zur selben Position wie die Potschwennitschestwo-Bewegung, der Dostojewski nahestand, und wird damit zum Abweichler. Durch Stawrogins Verhältnis mit seiner Frau Marija ist er zudem tief beleidigt worden, versöhnt sich aber wieder mit ihr, als sie todkrank und schwanger bei ihm auftaucht, und nimmt sie und ihr Kind bei sich auf (3. Teil, 5. Kapitel „EINE REISENDE“). Schatows Glücksgefühl über seine kleine Familie – Marijas Sohn soll seinen Namen Iwan erhalten – ist für den Leser bereits überlagert durch Anzeichen des kommenden Unheils. Nikolai ist Bezugspunkt weiterer unglücklicher Vernetzungen, aus denen er sich nicht lösen kann und die für die meisten betroffenen Personen zum tragischen Ende führen: (Mawrikij ↔) Lisaweta, (Warwara ↔ Stepan →) Darja, (Lebjadkin ↔) Marija Lebjadkina.
Pjotr nutzt solche Spannungen für seine eigenen Ziele und lässt den entlaufenen Mörder Fedjka Stawrogin den Vorschlag machen, Lebjadkin und Marija zu töten, um den Weg für eine neue Ehe mit Lisaweta freizumachen (2. Teil, 2. Kapitel „DIE NACHT“, Fortsetzung 4. Abschnitt). Dieser lehnt das Angebot zwar ab, aber Pjotr fühlt sich durch Nikolais unentschiedene Haltung ermutigt, die Tat ausführen zu lassen. Stawrogin verstrickt sich dadurch in neue Aktionen mit tragischen Folgen, obwohl er eigentlich bemüht ist, sich von seinen bösen Geistern zu befreien und seine Vergangenheit aufzuarbeiten. So bittet er Darja (Dascha), die Schwester Schatows, um Vergebung für seine früheren und zukünftigen Verbrechen. Sie überredet ihn, mit dem Geistlichen Tichon zu sprechen, bei dem Stawrogin seine Unfähigkeit, zu glauben und zu lieben sowie den Missbrauch eines jungen Mädchens gesteht, dessen Selbstmord er nicht verhindert hat. (Das 9. Kapitel des 2. Teils „BEI TICHON“ wurde in der ersten Fassung des Romans von den Behörden als blasphemisch und unmoralisch zensiert, weshalb es in manchen modernen Ausgaben nur im Anhang steht.)
Unterdessen knüpft Pjotr Werchowenskij Kontakte zum neuen Gouverneur Andrei von Lembke und seiner Frau Julia (2. Teil, 6. Kapitel „PJOTR STEPANOWITSCH IN TÄTIGKEIT“), gewinnt deren Vertrauen und benutzt sie für seine revolutionären Pläne und seine persönlichen Abrechnungen. So denunziert er aus Rache für die erlittene Vernachlässigung fälschlicherweise seinen Vater, Revolutionär zu sein, so dass dieser vorübergehend verhaftet wird. Sein großes Ziel, Stawrogin für seine Sache zu gewinnen und zum Anführer der Bewegung zu machen, erreicht er allerdings nicht.
Dritter Teil
Der dritte Teil beginnt mit einem von der Gouverneurin ausgerichteten Fest, bestehend aus einer vormittäglichen Lesung und einem abendlichen Ball, die durch Pjotr Werchowenskij in provokativen Ausschweifungen ausarten (3. Teil, 1. und 2. Kapitel „DAS FEST: DIE MATINEE“ und „DAS ENDE DES FESTES“). Die Veranstaltung wird durch einen Brand in der Vorstadt abgebrochen. Fedjka hat das Haus Marijas und Lebjadkins angezündet, um die Spuren der Ermordung zu verwischen. In derselben Nacht trifft sich Nikolai mit Lisaweta auf seinem Gut. Sie hat ihren Verlobten Mawrikij Drosdow desavouiert und sich für ein Zusammenleben mit dem Geliebten entschieden. Als sie jedoch vom Brand erfährt und Stawrogin ihr gesteht, den Mord an Marija nicht verhindert zu haben, eilt sie mit Mawrikij erschüttert zum Tatort, wo sie von aufgebrachten Nachbarn als vermeintliche Anstifterin erschlagen wird (3. Teil, 3. Kapitel „EIN BEENDETER ROMAN“).
Pjotr Werchowenskij gelingt es, dass Alexei Kirillow die Ermordungen Marijas, ihres Bruders sowie Schatows auf sich nimmt und diktiert diesem vor seinem Selbstmord ein falsches Geständnis (3. Teil, 6. Kapitel „DIE MÜHEVOLLE NACHT“). Dieser hat nämlich seine eigene Philosophie entwickelt und erklärt, dass er sich umbringen werde, um allen zu beweisen, dass Gott nicht existiert. Der Mensch sei frei und selbst Gott. (Albert Camus nennt Kirillows Vorhaben einen pädagogischen Selbstmord).
Vorher suggeriert Pjotr der Gruppe, Schatow wolle sie verraten, und überredet sie, ihm bei seiner Hinrichtung in einem abgelegenen Park zu helfen. Danach setzt er sich nach St. Petersburg ab, während die Mitglieder seiner Gruppe, von Gewissensbissen geplagt, zurückbleiben und schließlich verhaftet werden, nachdem ein Mitglied der Polizei die Wahrheit gestanden hat.
Der in Ungnade gefallene Stepan Trofimowitsch beschließt, die Stadt zu verlassen. Auf seiner Reise erkrankt er (3. Teil, 7. Kapitel „STEPAN TROFIMOWITSCHS LETZTE WANDERSCHAFT“). Warwara Petrowna spürt ihn auf, aber es ist zu spät, ihn in ihr Haus zurückzuführen. Vor seinem Tod gestehen sie einander ihre jahrelang unterdrückte heimliche Liebe.
Obwohl Dascha sich bereit erklärt, mit Nikolai zusammen in der Schweiz zu leben, erhängt er sich, wie das von ihm verführte Mädchen, wegen seiner zunehmend unerträglichen Schuldgefühle, die ihm als „böse Geister“ in Halluzinationen ständig vor Augen kommen (3. Teil, 8. Kapitel „DER SCHLUSS“), über die lange Liste der durch ihn, direkt oder indirekt, zerstörten Menschen.

## Übersetzungen ins Deutsche
- Hubert Putze: Die Besessenen – Dresden: Minden 1888
- E. K. Rahsin: Die Dämonen – München: K. Piper & Co 1906, 1952–1963 neu durchgesehen.
- Hermann Röhl: Die Teufel – Leipzig: Insel 1921
- Gregor Jarcho: Die Dämonen – J. Ladyschnikow Verlag, Berlin 1924
- Marianne Kegel: Die Teufel – Leipzig: Hesse & Becker 1924
- V. Hirschfeld: Die Dämonen – Berlin, Darmstadt: Deutsche Buch-Gemeinschaft 1925
- Waldemar Jollos: Die Dämonen – Zürich: Artemis 1948
- Ilse Tönnies: Die Dämonen – Berlin: Vollmer 1961
- Rose Herzog: Die Dämonen – Zürich: Stauffacher 1962
- Burkhard Busse: Die Besessenen – Köln: Lingen 1984
- Günter Dalitz: Die Dämonen – Berlin, Weimar: Aufbau 1985
- Swetlana Geier: Böse Geister – Zürich: Ammann 1998, ISBN 978-3-596-14658-1[6]

## Rezeption
Die Dämonen wurde in die ZEIT-Bibliothek der 100 Bücher aufgenommen.

## Theater und Verfilmungen
- 1959 wurde „Die Besessenen“, Albert Camus’ Bearbeitung des Romans für die Bühne, in Paris uraufgeführt.
- 1966 freie Verfilmung Die Chinesin von Jean-Luc Godard
- 1968 Aleksandar Petrović bezieht seinen Film Bice skoro propast sveta (It Rains in My Village) auf Die Dämonen.
- 1969 zeigte die BBC erstmals den Mehrteiler „The Possessed“, eine Bearbeitung von Lennox Phillips.
- Die Dämonen, Fernseh-Miniserie (Bundesrepublik Deutschland, 1977).
- 1984 Die öffentliche Frau, französischer Film von Andrzej Żuławski, in welchem „Die Dämonen“ verfilmt wird; außerdem haben die Protagonisten Ähnlichkeiten
- 1987 Die Dämonen (Les Possédés) Fr. 115 Min., Verfilmung des Stoffes durch den polnischen Regisseur Andrzej Wajda mit Jerzy Radziwiłowicz, Omar Sharif, Isabelle Huppert, Laurent Malet, Lambert Wilson, Bernard Blier und Jutta Lampe.
- 1999 Dämonen, Fassung von Frank Castorf auf der Grundlage der Neuübersetzung von Swetlana Geier unter dem Titel „Böse Geister“ und der Dramatisierung von Albert Camus unter dem Titel „Die Besessenen“, neu übersetzt von Hinrich Schmidt-Henkel. Volksbühne am Rosa-Luxemburg-Platz, Koproduktion mit den Wiener Festwochen.
- 2000 Dämonen. Ein Film von Frank Castorf, D 178 Min., mit Kathrin Angerer, Hendrik Arnst, Herbert Fritsch, Henry Hübchen u. a.
- 2014 Dämonen, Fassung von Frederike Heller und Felicitas Zürcher, Regie: Friederike Heller, Staatsschauspiel Dresden
- 2015 Dämonen, Fassung von Sebastian Hartmann, Regie: Sebastian Hartmann, Schauspiel Frankfurt[7]
- 2022 Dämonen, in der Übersetzung von Swetlana Geier. Regie: Johan Simons, Burgtheater Wien

## Sonstiges
- Heimito von Doderer nannte einen seiner Romane ebenfalls Die Dämonen, absichtlich die Parallele zum Roman Dostojewskis ziehend.
- Hannah Arendt: Notes on Dostoevsky’s “Possessed” in: dies., Reflections on Literature and Culture, hrsg. von Werner Hamacher. Stanford UP, Calif. (engl.) 2007 ISBN 978-0-8047-4499-7 § 31 S. 275–281 (auch online lesbar in der Library of Congress, Arendt-Papers, siehe Autorinnen-Art.)